# Glycydendron espiritosantense
Glycydendron espiritosantense är en törelväxtart som beskrevs av João Geraldo Kuhlmann. Glycydendron espiritosantense ingår i släktet Glycydendron och familjen törelväxter. Inga underarter finns listade i Catalogue of Life.